# Alfa Romeo 2000 Sprint Praho
Der Alfa Romeo 2000 Sprint Praho ist ein Show Car der Carrozzeria Touring, das 1960 auf dem Turiner Autosalon als fahrbereiter Prototyp ausgestellt wurde. Es basiert auf dem Serienmodell Alfa Romeo 2000. Das hochwertig ausgestattete Coupé blieb ein Einzelstück.

## Entstehungsgeschichte
Der Mailänder Automobilhersteller Alfa Romeo brachte 1957 die in der oberen Mittelklasse positionierte Baureihe 2000 (intern: Tipo 102) heraus, die die Nachfolge der seit 1950 gebauten 1900 antrat. Zunächst erschienen eine von Alfa-Romeo-Designern gestaltete viertürige Limousine (Berlina) sowie ein von Touring in Turin entworfener und gebauter offener Zweitürer (Spider). Mit fast dreijähriger Verzögerung kam 1960 schließlich auf gleicher Basis das zweitürige Coupé Sprint mit einer Karosserie auf den Markt, die Bertones Chefdesigner Giorgio Giugiaro entworfen hatte. Alfa Romeos 2000-Reihe verkaufte sich in allen Varianten schlecht; vor allem wurde die Leistung des Reihenvierzylindermotors kritisiert, die nach dem Eindruck vieler Kunden nicht zum hohen Gewicht der Autos passte. Deshalb entwickelte Alfa Romeo den 2000 zum leistungsstärkeren 2600 weiter, der ab 1961 mit einem Sechszylindermotor erhältlich war.
Ein Jahr vor der Einführung des neuen 2600 beauftragte Alfa Romeo das Turiner Karosseriebauunternehmen Touring, das bereits die Serienversion des 2000 Spider herstellte, mit dem Entwurf eines Coupés auf Basis der 2000-Reihe. Tourings Inhaber Carlo Felice Bianchi Anderloni gestaltete daraufhin eine eigenständige zweitürige Karosserie und ließ im eigenen Werk einen Prototyp herstellen. Das Auto wurde im November 1960 – einige Monate nach der Einführung von Bertones Serien-Coupé – unter der Bezeichnung Alfa Romeo 2000 Sprint Praho auf dem Turiner Autosalon erstmals öffentlich gezeigt. Bianchi Anderloni hoffte darauf, den Auftrag für eine Serienproduktion seines Coupés auf der Basis des kommenden Alfa Romeo 2600 zu erhalten. Das Alfa-Management entschied sich allerdings für eine Fortführung von Bertones Coupé, sodass der 2600 Sprint äußerlich nahezu vollständig mit dem bisherigen 2000 Sprint übereinstimmte. Ein wesentlicher Grund dafür war die außerordentliche Attraktivität des Bertone-Entwurfs, der als zukunftsweisend galt und sich von allen Karosserieversionen bislang am besten verkauft hatte. Einer anderen Quelle zufolge hatte Bianchi Anderloni mit dem 2000 Sprint Praho einen möglichen Nachfolger für den Alfa Romeo 1900 CSS schaffen wollen, dessen Fertigung bei Touring 1959 eingestellt worden war.

## Modellbezeichnung
Die Modellbezeichnung „Praho“ geht auf Bianchi Anderloni zurück. Sie bezieht sich auf den südostasiatischen Segelbootstyp Proa, von dem er beeindruckt war. Einige dieser Boote haben ein konkav geformtes Heck. Diese Idee griff Bianchi Anderloni bei Stylingdetails seines Alfa-Romeo-Coupés auf.

## Modellbeschreibung
Der Alfa Romeo 2000 Sprint Praho baut auf einem serienmäßigen Alfa-Romeo-2000-Fahrgestell auf. Das Modell hat die Fahrgestellnummer AR10205-00001.

### Design

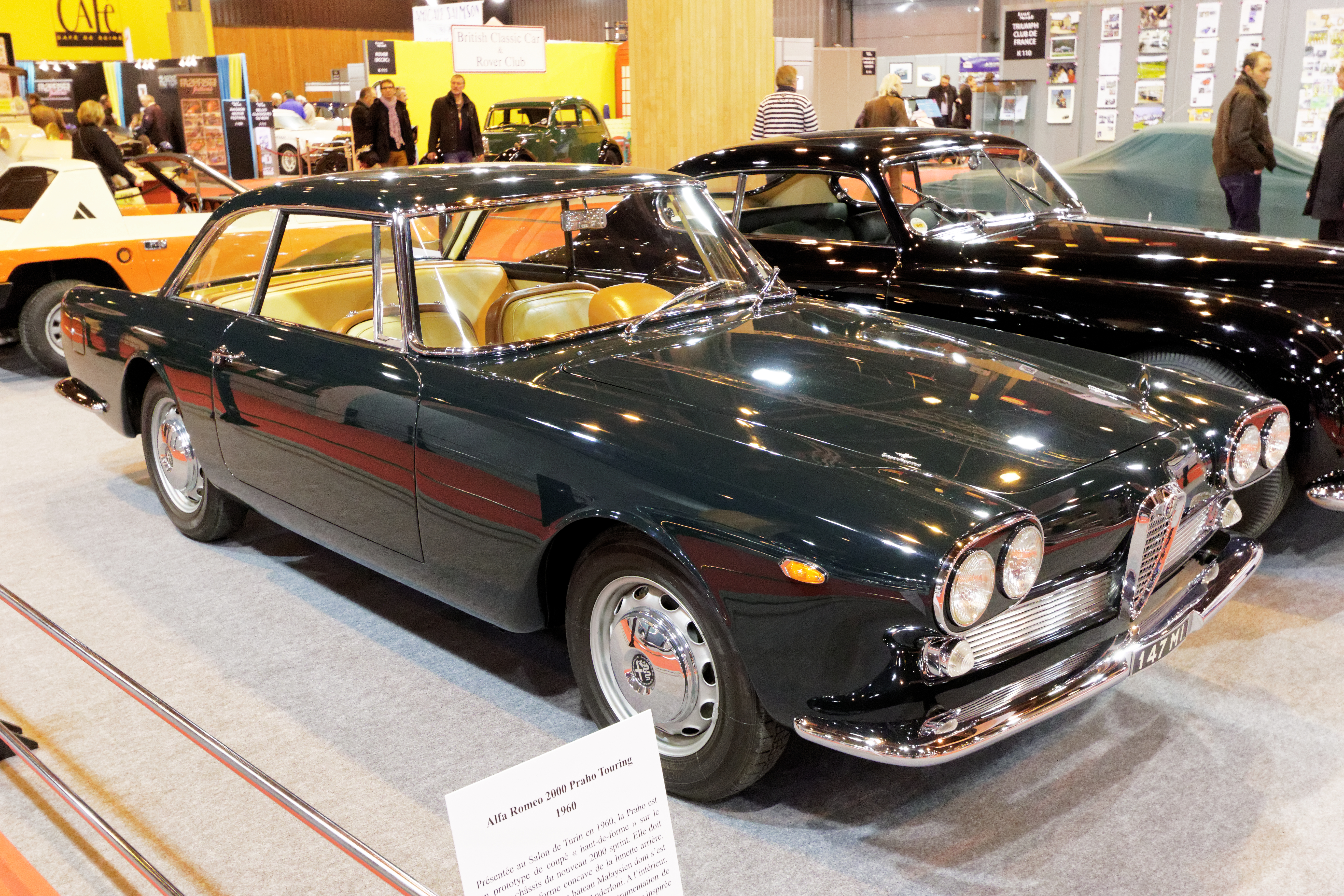
Frontpartie mit Doppelscheinwerfern

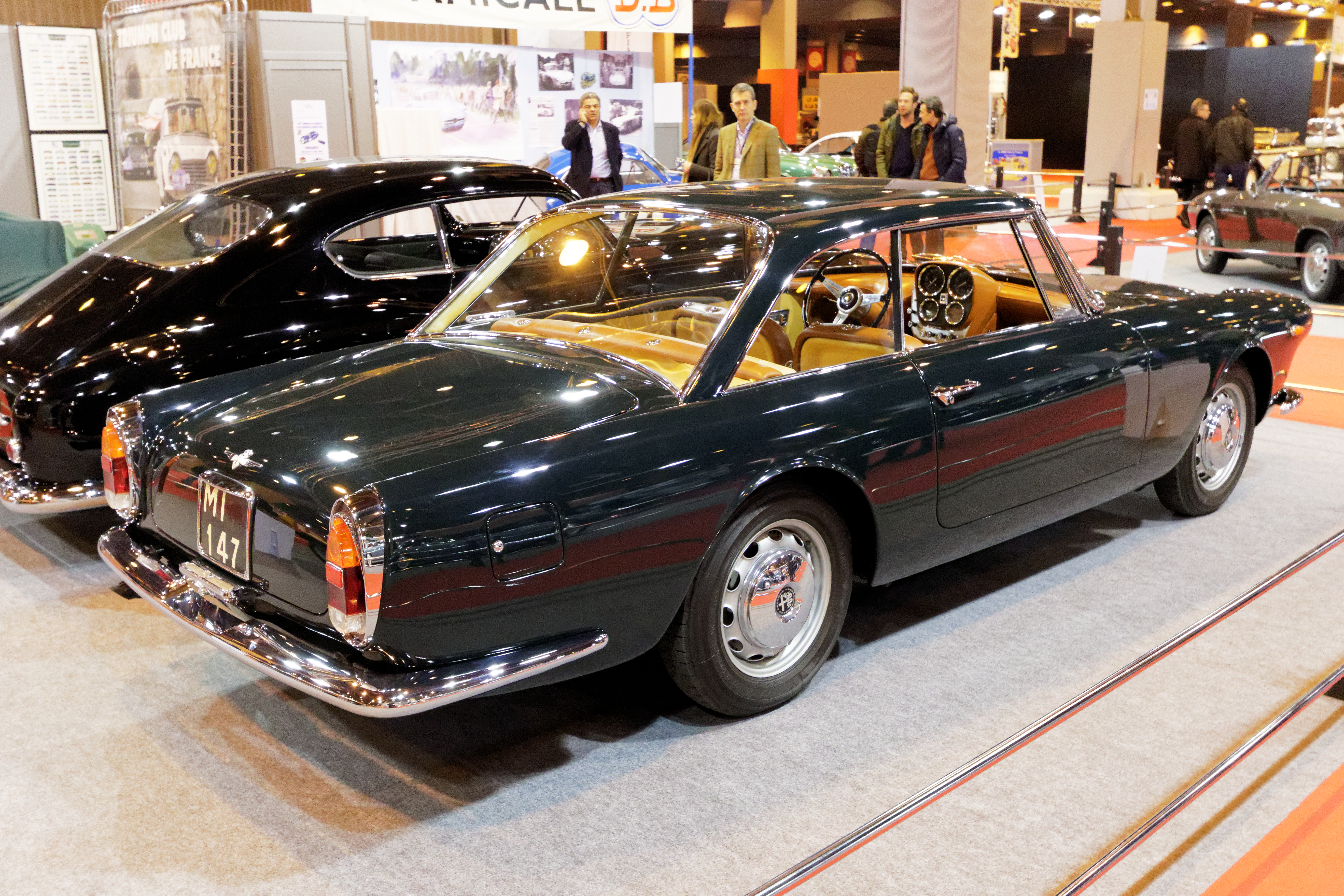
Konkave Heckscheibe und zentraler Instrumententräger: Tourings 2000 Sprint Praho

Der Alfa Romeo 2000 Sprint Praho ist ein zweitüriges Stufenheckcoupé. Seine Karosserie ist nach Tourings patentierter Superleggera-Methode aufgebaut: Die äußeren Aluminiumbleche sind an einem Skelett aus Metallrohren befestigt.
Bianchi Anderlonis Entwurf hat keine stilistischen Bezüge zu den Serienmodellen der Alfa-Romeo-2000-Familie. Der allgemein gelobten Karosserie wird eine „schwere und distanzierte Eleganz“ zugeschrieben. Stilistisch orientierte sich Bianchi Anderloni an Pininfarinas Show Car Alfa Romeo 2000 Sestrière, entwickelte für den 2000 Sprint Praho aber glattere und ruhigere Linien.
Die Gürtellinie des 2000 Sprint Praho verläuft waagerecht. Der Dachaufbau ist trapezförmig gestaltet mit großen Fensterflächen und dünnen A- und C-Säulen. Eine B-Säule gibt es nicht; die Türen haben rahmenlose Fenster. Eine Besonderheit ist das Heckfenster, das einwärts (konkav) gewölbt ist. Diese Gestaltung ist eine Bezugnahme auf ein Konstruktionsmerkmal des namensgebenden Segelboottyps. Das Ambiente der Fahrgastzelle wird als hell und luftig („bright and airy“) beschrieben. Die vorderen Kotflügel münden in oval eingefasste, waagerecht angeordnete Doppelscheinwerfer, die jeweils gleich groß sind. Unterhalb der Scheinwerfer befindet sich die Kühleröffnung, die über die gesamte Wagenbreite reicht. Sie ist mit einem feinmaschigen Gitter verkleidet. An beiden Enden des Frontverkleidung befinden sich kleine runde Blinker. Vor dem Kühlergitter ist in der Mitte Alfa Romeos Scudetto angebracht, das bis ans obere Ende der Motorhaube reicht. Am Heck laufen die Kotflügel in senkrecht angeordnete Rückleuchten aus, die in einer Chromumrandung eingefasst sind.
Im Innenraum sind die Sitze, die Seitenverkleidungen der Türen und der Frontabdeckung mit Leder bezogen. Der Instrumententräger ist zentral in der Mitte des Fahrzeugs platziert. Vier Rundinstrumente sind in einer holzunterlegten Einheit zusammengefasst, darunter und daneben befinden sich einige Schalter.

### Technik
Der Alfa Romeo 2000 Sprint Praho basiert auf der Bodengruppe des serienmäßigen Alfa Romeo 2000 Sprint. Gegenüber der viertürigen Limousine ist der Radstand um etwa 220 mm verkürzt. Das Fahrwerk entspricht der Serienversion: Die Vorderräder sind an Doppelquerlenkern einzeln aufgehängt, hinten ist eine von zwei Längslenkern und einem Reaktionsdreieck (Dreieckslenker) geführte Starrachse eingebaut. Alle Räder haben Trommelbremsen.
Das Auto wird von dem 1975 cm³ großen Reihenvierzylindermotor mit zwei obenliegende Nockenwellen und zwei Doppelvergasern angetrieben, der auch in den Serienmodellen der 2000-Reihe verwendet wird. Die Motorleistung beträgt wie beim serienmäßigen Sprint und Spider 115 PS (85 kW).

### Lackierung
In seiner ursprünglichen Version vom November 1960 war der 2000 Sprint Praho in dunklem Grün lackiert; das Leder im Innenraum hatte eine hellbraune Farbe. Nach dem Verkauf ließ einer der Eigentümer das Auto silberfarben lackieren.

## Produktion und Verbleib des Ausstellungsstücks
Der Alfa Romeo 2000 Sprint Praho ging nicht in die Serienproduktion. Anders als die Carrozzeria Vignale, die zur gleichen Zeit ein von Giovanni Michelotti entworfenes Stufenheck-Coupé auf 2000-Basis gezeigt hatte und in der Folgezeit in einigen Exemplaren verwirklichte, stellte Touring auch keine Nachbauten des Wagens auf individuellen Kundenwunsch her. Der 2000 Sprint Praho blieb bis zur Insolvenz Tourings im Jahr 1967 in Anderlonis Sammlung. Danach wurde er über einen Mailänder Händler an einen privaten Kunden verkauft und ging durch mehrere Hände, bevor ihn 2008 der Mailänder Sammler Corrado Lopresto kaufte, der das Auto aufwendig restaurieren ließ. Dabei wurde es auch wieder in dem ursprünglichen Grün lackiert. Seitdem wird der 2000 Sprint Praho gelegentlich auf internationalen Ausstellungen gezeigt.